# Tenanco Texocpalco Tepopolla

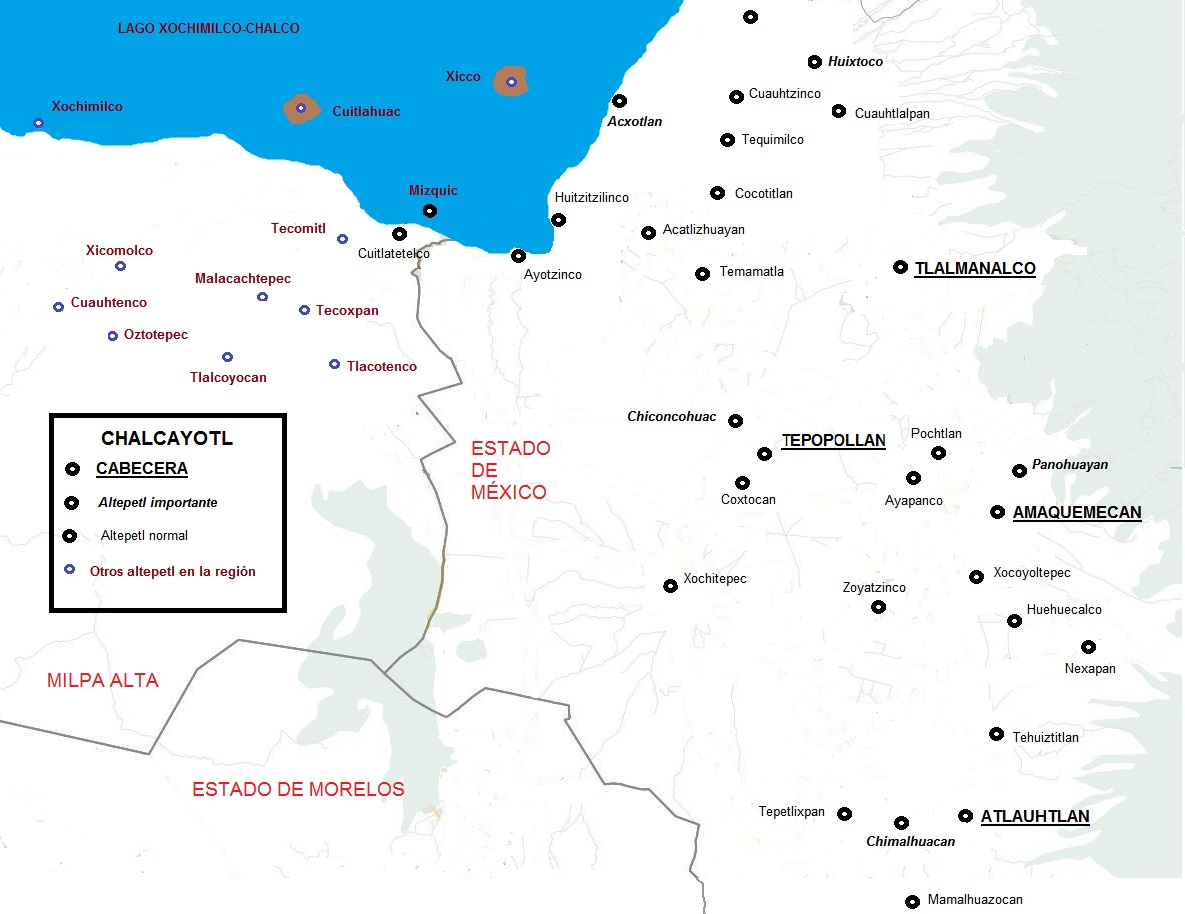
Mapa con los pueblos partícipes en la Chalcayotl.

Tenanco Texocpalco Tepopolla fue asiento del señorío (altépetl) integrante de la Confederación Chalca (Chalcayotl).
En el año de 1162, los chichimecas teotenancas se asentaron en las inmediaciones del lago de Chalco (Ayotzingo), pasando a fundar posteriormente Tenanco Tepopollan (lugar en las inmediaciones de lo que hoy se conoce como Tenango del Aire).
El señorío de Tenanco Texopalco Tepopollan fue uno de los cuatro señoríos principales de la confederación chalca, conformado originalmente por más de 40 pueblos, entre los que figuraban los actuales Juchitepec, San Mateo Tepopula, Santiago Tepopula, San Juan Coxtocán, San Matías Cuijingo, un asentamiento en las inmediaciones de lo que hoy conocemos como Felipe Neri, en el estado de Morelos, además de que le tributaba un barrio de Ayotzingo, donde quedarían asentados algunos tenancas.

## Dominación española
En1532, Fray Juan de Zumárraga, arzobispo de México, ordena la construcción de la parroquia San Juan Bautista y lleva a cabo la congregación de estos lugares anteponiendo al nombre en náhuatl que tiene cada pueblo el nombre de un santo: de esta manera, el nombre del lugar pasa de Tepopōllan hoy “San Mateo Tepopula”, un barrio que hoy es delegación. Posteriormente,posteriormente denominado durante la colonia y el México independiente como “Tenango de San Juan Bautista Tepopula”; y, al pasar el tiempo, “Tenango Tepopula”; a finales del siglo XIX, Tenango del Aire, cuentan que por una ocurrencia del presidente Porfirio Díaz.